# Muscolo di Treitz

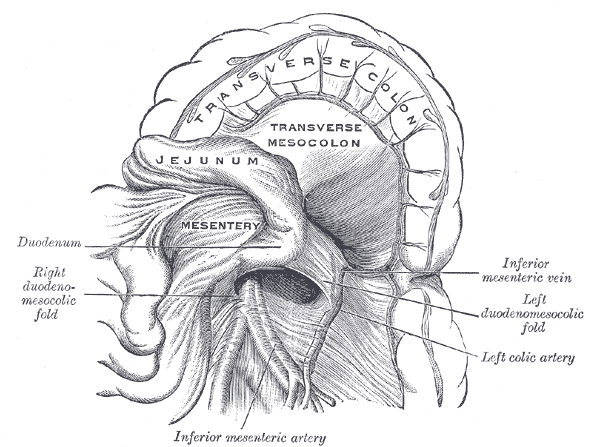
Il muscolo di Treitz avvolto dal peritoneo

Il muscolo sospensore del duodeno o muscolo del Treitz in anatomia indica un fascetto legamentoso contenente fibre muscolari lisce che dal pilastro destro del diaframma si fissa sulla flessura duodeno-digiunale, tra digiuno e duodeno. In senso lato, segna il punto in cui finisce la IV ed ultima porzione duodenale e comincia il tratto digiunale dell'intestino tenue.
Il Treitz viene utilizzato come punto di repere in clinica a proposito delle emorragie digestive, in quanto segna il punto di separazione tra le emorragie prossimali o superiori, responsabili degli episodi di ematemesi da sola o accompagnata a melena, e quelle distali o inferiori che si manifestano con melena o enterorragia. Tale distinzione è rilevante, nella pratica clinica, per un rapido e corretto percorso diagnostico e terapeutico.
Costituisce assieme al legamento di Treitz, che rilega il tratto ascendente del duodeno alla pelvi renale del rene sinistro, l'apparato sospensore del duodeno.